# Skrebatno
Skrebatno (makedonsky: Скребатно) je vesnice v Severní Makedonii. Nachází se v opštině Ochrid v Jihozápadním regionu.
Podle sčítání lidu z roku 2002 žije v opštině 6 obyvatel, všichni jsou Makedonci.